# Josip Čop
Josip Čop (* 17. August 1961 in Varaždin) ist ein ehemaliger jugoslawischer Fußballspieler.

## Karriere
Čop begann in der zweiten Liga bei NK Varteks Varaždin. Nach nur einem Jahr wechselte er 1976 zu NK Zagreb in die erste Liga. Danach stieg er 1979 mit NK ab und im darauffolgenden Jahr wieder auf, ehe er 1981 erneut abstieg. 1983 wechselte er für eine Saison zu Hajduk Split.  In Split konnte er den 1984 jugoslawischen Pokal gewinnen. Im gleichen Jahr nahm er an der Fußball-EM in Frankreich teil. Er wurde aber nicht eingesetzt. Er absolvierte insgesamt zwei Länderspiele für Jugoslawien. 
1984 ging er nach Österreich zum SK Sturm Graz, wo er noch zwei Jahre in der höchsten österreichischen Spielklasse spielte. 
Seit 2005 ist er Generalsekretär des Kroatischen Olympischen Komitees. 

## Erfolge
- 1× Jugoslawischer Meister 1984